# Mitrospingus
Mitrospingus – rodzaj ptaków z rodziny tanagrzyków (Mitrospingidae).

## Występowanie
Rodzaj obejmuje gatunki występujące w Ameryce Centralnej oraz północno-zachodniej i północnej części Ameryki Południowej.

## Morfologia
Długość ciała 18–19 cm, masa ciała 32–46 g.

## Systematyka

### Etymologia
Nazwa rodzajowa jest połączeniem słów z języka greckiego: μιτρα mitra – „czapka, nakrycie głowy” oraz σπιγγος spingos – „zięba” < σπιζω spizō – „ćwierkać”.

### Gatunek typowy
Tachyphonus cassinii Lawrence

### Podział systematyczny
Do rodzaju należą następujące gatunki:
- Mitrospingus cassinii (Lawrence, 1861) – tanagrzyk ciemny
- Mitrospingus oleagineus (Salvin, 1886) – tanagrzyk szarolicy